# Sertãozinho
Sertãozinho es un importante municipio brasileño del interior del estado de São Paulo. Se encuentra a 325 kilómetros al noroeste de la capital estadual y a setecientos kilómetros de Brasilia. Su territorio de 418 km² tiene una población estimada de 130 mil habitantes (2010).
Su economía se basa en el comercio, prestación de servicios, industrias diversas y agricultura, con un campo industrial muy fuerte, Sertãozinho es considerada la capital mundial del sector azucarero y alcohol, la ciudad cuenta con la tradicional e innovadora feria Fenasucro & Agrocana, que tuvo lugar en 2018, más de R$ 4 mil millones, atrayendo una audiencia (nacional e internacional) de 40 mil visitantes. Tiene un Índice de Desarrollo Humano (IDH) de 0,761 (PNUD/2010).